# Daejeon
Daejeon är en storstad i centrala Sydkorea, och är med sina 1,5 miljoner invånare en av landets största städer. Den ligger geografiskt i provinsen Södra Chungcheong som i huvudsak breder ut sig väster och nordväst om staden. Daejeon är dock en egen administrativ enhet, separat från Södra Chungcheong i egenskap av storstad (gwangyeoksi).

## Historia
Historiska bevis antyder att området där Daejeon är beläget har varit bebott sedan Paleolitikum. På bronsåldern fanns distriktet Mahan norr om dagens Daejeon. På 200-talet erövrades det av Baekje, som var ett av Koreas tre kungariken. Det blev huvudstad i provinsen Ungjin (nuvarande Gongju). Daejeondistriktet fick namnet Usul-gun. Det erövrads sedan av Silla och tillhörde sedan Joseon. 1905 kom järnvägen till staden, och den började då växa snabbare. 
Under koreakriget jämnades nästan hela staden med marken, men byggdes upp igen. 

## Geografi
Staden är omgivet av en del berg. I stadens västra utkant finns nationalparken Gyeryongsan nationalpark. Tre strömmar i staden som flyter samman med Geumfloden rinner från syd till norr. 
Staden har, liksom övriga Korea, fyra utmärkande årstider. Den kallaste månaden är januari. Då kan temperaturen bli flera minusgrader. Den varmaste är augusti, med en genomsnittstemperatur på 25,5°. Det regnar som mest under sommaren, särskilt i juni. 
|                                            | Jan  | Feb  | Mar  | Apr  | Maj   | Jun   | Jul   | Aug   | Sep   | Okt  | Nov  | Dec  |
| ------------------------------------------ | ---- | ---- | ---- | ---- | ----- | ----- | ----- | ----- | ----- | ---- | ---- | ---- |
| Normaldygnets maximitemperaturs medelvärde | 4    | 7    | 12,6 | 19,2 | 24,1  | 27,5  | 29    | 29,8  | 26,4  | 20,6 | 13,3 | 6,4  |
| Normaldygnets minimitemperaturs medelvärde | −5,4 | −3,5 | 1    | 7    | 12,6  | 17,9  | 21,8  | 22,2  | 17,1  | 9,4  | 2,5  | −3,4 |
|                                            |      |      |      |      |       |       |       |       |       |      |      |      |
| Nederbörd                                  | 29,6 | 34,2 | 55,6 | 81,7 | 103,7 | 206,3 | 333,9 | 329,5 | 169,7 | 47,4 | 41,1 | 25,9 |

| Diagram | temperaturer i °C • månadsnederbörd i mm • Källa: Korea Meteorological Administration | temperaturer i °C • månadsnederbörd i mm • Källa: Korea Meteorological Administration | temperaturer i °C • månadsnederbörd i mm • Källa: Korea Meteorological Administration | temperaturer i °C • månadsnederbörd i mm • Källa: Korea Meteorological Administration | temperaturer i °C • månadsnederbörd i mm • Källa: Korea Meteorological Administration | temperaturer i °C • månadsnederbörd i mm • Källa: Korea Meteorological Administration | temperaturer i °C • månadsnederbörd i mm • Källa: Korea Meteorological Administration | temperaturer i °C • månadsnederbörd i mm • Källa: Korea Meteorological Administration | temperaturer i °C • månadsnederbörd i mm • Källa: Korea Meteorological Administration | temperaturer i °C • månadsnederbörd i mm • Källa: Korea Meteorological Administration | temperaturer i °C • månadsnederbörd i mm • Källa: Korea Meteorological Administration | temperaturer i °C • månadsnederbörd i mm • Källa: Korea Meteorological Administration |
|         | 30 4 -5                                                                               | 34 7 -4                                                                               | 56 13 1                                                                               | 82 19 7                                                                               | 104 24 13                                                                             | 206 28 18                                                                             | 334 29 22                                                                             | 330 30 22                                                                             | 170 26 17                                                                             | 47 21 9                                                                               | 41 13 3                                                                               | 26 6 -3                                                                               |

## Administrativ indelning
Daejeon är indelat i fem stadsdistrikt (gu):
- Daedeok-gu
- Dong-gu
- Jung-gu
- Seo-gu
- Yuseong-gu

## Idrott
Daejeon var en av spelplatserna under VM i fotboll 2002.

## Vänorter
- Ōda, Japan (1987)
- Seattle, USA (1989)
- Budapest, Ungern (1994)
- Nanjing, Kina (1994)
- Calgary, Kanada (1996)
- Guadalajara, Mexiko (1997)
- Uppsala, Sverige (1999)
- Novosibirsk, Ryssland (2001)
- Brisbane, Australien (2002)
- Binh Duong, Vietnam (2005)
- Sapporo, Japan (2010)